# فيليب كينغ (لاعب كرة مضرب)
فيليب كينغ (بالإنجليزية: Phillip King)‏ هو لاعب كرة مضرب أمريكي، ولد في 19 ديسمبر 1981 في تايبيه في تايوان.

## وصلات خارجية
- فيليب كينغ على موقع رابطة محترفي التنس (الإنجليزية)
- فيليب كينغ على موقع الاتحاد الدولي لكرة المضرب (الإنجليزية)
- فيليب كينغ على موقع خلاصة التنس.كوم (الإنجليزية)
- فيليب كينغ على موقع إي إس بي إن.كوم (الإنجليزية)